# Hyperietta parviceps
Hyperietta parviceps is een vlokreeftensoort uit de familie van de Lestrigonidae. De wetenschappelijke naam van de soort is voor het eerst geldig gepubliceerd in 1973 door Bowman.